# Lobsang Jesze

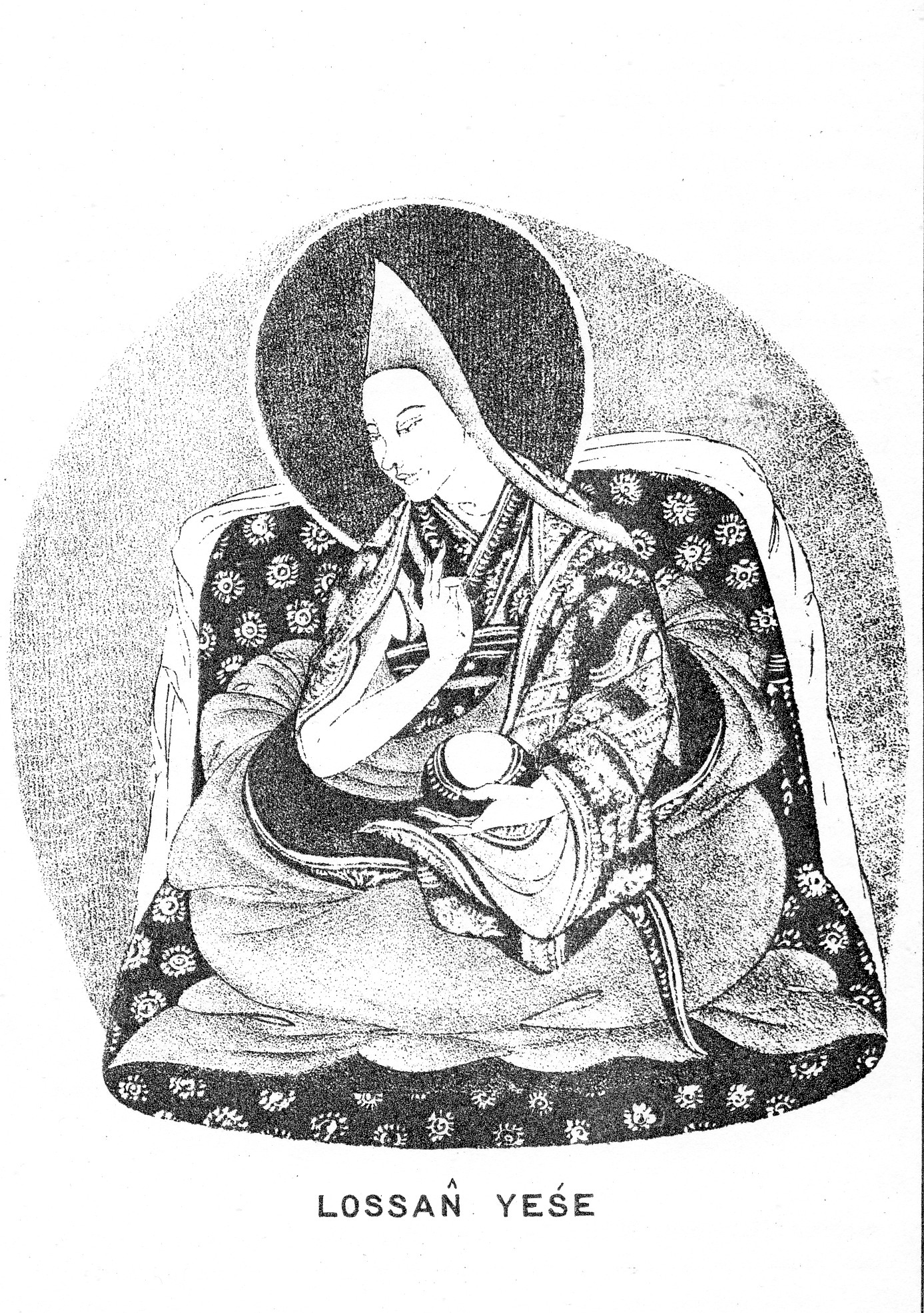
V Panczenlama

Lobsang Jesze (ur. 1662 lub 1663 zm. 1737) – piąty panczenlama.
Pochodził z rodziny należącej do tradycji bon. Urodził się w miejscowości Tobgjal w prowincji Cangu. W 1665 V Dalajlama rozpoznał w nim inkarnację zmarłego kilka lat wcześniej IV Panczenlamy nadając mu imię Panczen Lobsang Jesze.
W 1697 uczestniczył w ceremonii powitania VI Dalajlamy w Nangarkce. Udzielił mu wówczas również wstępnych święceń. Po przybyciu do Lhasy nadzorował początki zaawansowanych studiów swego wychowanka. Gdy zaś ten - w kilka lat później - postanowił zrzucić szaty mnisie, próbował bezskutecznie odwieść go od tej decyzji.
W 1720 spotkał się w pałacu Potala z VII Dalajlamą. W tym samym roku udzielił mu święceń nowicjatu, natomiast w 1726 pełnych święceń. Przez wiele lat był jego głównym nauczycielem i opiekunem duchowym. Po zakończeniu studiów przez Dalajlamę, powrócił do macierzystego klasztoru. Do końca życia utrzymywał bliskie stosunki z podopiecznym - np. w latach 1736–1737 gościł go w klasztorze Taszilhunpo.
Jego grobowiec znajduje się w macierzystym klasztorze panczenlamów, Taszilhunpo.

## Twórczość
- Bezpośrednia ścieżka